# Vot uninominal
Votul uninominal este un tip de scrutin menționat în legislația sistemelor electorale, practicat în SUA și Marea Britanie. Acest tip de scrutin reprezintă modul de alegere direct al unor candidați individuali, opus sistemului de alegere pe liste întocmite de către partidele din viața politică a unui stat. Votul uninominal este un sistem de vot majoritar, se bazează pe o procedură majoritară (votul pe liste fiind un sistem proporțional) și este întâlnit și sub formula „Câștigătorul ia totul”. Principalele caracteristici ale acestui tip de vot constituie faptul că permite apariția unor guverne stabile ca urmare a majorității stabilite prin vot, dar și faptul că are drept consecință nereprezentarea segmentului de electorat care a votat candidatul (sau lista) învins.
- Vot uninominal majoritar relativ - 1 tur de scrutin
- Vot uninominal majoritar absolut - 2 tururi de scrutin dacă în primul tur de scrutin nu sunt obținute 51% din voturi de către un candidat

Scrutinul uninominal înseamnă că într-o circumscripție electorală se alege un singur mandat, iar alegătorul poate acorda un singur vot. Acest mod de votare poate fi realizat într-un singur tur (denumirea științifică este: sistem electoral majoritar cu scrutin uninominal într-un singur tur, situație în care candidatul care obține cele mai multe voturi, indiferent de numărul acestora, este declarat câștigător) sau în două tururi (caz în care este necesară obținerea majorității absolute a voturilor exprimate; dacă o asemenea majoritate nu este întrunită, se organizează un al doilea tur în care majoritatea simplă este suficientă). O alternativă a votului majoritar uninominal cu un tur este votul uninominal alternativ. În circumscripții electorale cu numai un loc, votanții trebuie să pună pe buletinul de vot toți candidații în ordinea descrescătoare a preferinței. Cel care întrunește majoritatea absolută ca primă preferință este ales câștigător. Dacă niciunul nu obține o astfel de majoritate, ultimul de pe listă este eliminat, iar voturile sale se împart celorlalți candidați urmând preferința a doua. Procedura se repetă până când unul dintre candidați reușește să obțină majoritatea absolută în calitate de primă preferință.
Pe scurt, este mecanism de votare directă a unor candidați individuali și nu desemnarea în totalitate a unei liste fixe întocmită, pe baza unor criterii netransparente, de către un partid. Oferă o personalizare mai mare a votului, astfel încât alegătorii pot să opteze între candidaturi nominale și nu între liste, la întocmirea cărora nu au avut niciun cuvânt de spus și în care apar multe persoane necunoscute și fără valoare, din punctul lor de vedere.

## Dezavantaje
Sistemul de vot uninominal nu garantează că votul popular este bine reprezentat în rezultat.
Există însă și exemple mai ciudate, cum este cazul alegerilor parlamentare din 1926 din Canada, în provincia Manitoba. Această provincie avea 17 parlamentari, iar rezultatul a fost după cum urmează: Partidul Conservator, cu 42,2% din voturi nu a avut niciun parlamentar ales; în schimb, Partidul Liberal-Progresist, cu 19,5% din voturi a avut 7 parlamentari, Partidul Liberal, cu 18,4% din voturi, 4 parlamentari; Partidul Progresist, cu 11,2% din voturi, 4 parlamentari, iar Partidul Muncitoresc, cu 8,7% din voturi a avut 2 parlamentari. Explicația acestui rezultat este că, cu 3 excepții, Partidul Liberal-Progresist, Liberal, Progresist și cel Muncitoresc au avut candidați unici.